# Coccolithales
Coccolithales es un orden de protistas del subfilo Haptophyta integrado por algas unicelulares. Se denominan cocolitóforos y están recubiertas por placas calcificadas durante alguna etapa de su ciclo de vida. El ciclo de vida puede ser simple o estar compuesto por dos etapas. Las células son biflageladas y el haptonema, apéndice característico de las haptofitas, está reducido o ausente. Algunas especies han perdido los cloroplastos. Los cocolitóforos, al presentar placas calcificadas, fosilizan bien y son abundantes como microfósiles desde el Carbonífero.